# Paranormale
Il termine paranormale si applica a quei fenomeni (detti anche anomali) che risultano contrari alle leggi della fisica e agli assunti scientifici e che, se misurati secondo il metodo scientifico, sono risultati inesistenti o, nel caso di fenomeno esistente, comunque spiegabili solo sulla base delle conoscenze attuali.
Secondo i parapsicologi, invece, esisterebbero fenomeni non spiegabili in base alle leggi scientifiche attuali e la maggioranza dei parapsicologi si aspetta che future ricerche spieghino queste anomalie, anche se ritengono che non saranno spiegabili fino a che non verrà operata una rivoluzione nella scienza attuale. La definizione di fenomeno anomalo è data dagli stessi parapsicologi, poiché si tratterebbe di fenomeni difficilmente spiegabili sulla base dei modelli scientifici attuali.
La scienza non riconosce l'esistenza del paranormale, i cui fenomeni sono, ad oggi, non provati. Le associazioni che conducono ricerche e operano controlli sui presunti fenomeni paranormali, come l'italiana CICAP, hanno analoga posizione rilevando come a oggi nessun fenomeno paranormale è mai stato provato come esistente.

## Definizione
Non esiste di fatto una definizione rigorosa e universalmente condivisa del termine. Alcuni lo usano soltanto per indicare il campo di studio della parapsicologia, cioè le cosiddette "percezioni extrasensoriali" come telepatia, chiaroveggenza, precognizione, i presunti "poteri della mente", come telecinesi e pirocinesi, e le manifestazioni di fantasmi. In genere, però, la parola "paranormale" viene usata in senso più ampio, per comprendere tutti i fenomeni considerati scientificamente inattendibili o inspiegabili, come le esperienze extracorporee, il triangolo delle Bermude, i miracoli, i poteri dei fachiri, eccetera. Il Journal of Parapsychology definisce come "paranormale" «qualsiasi fenomeno che in uno o più aspetti superi i limiti di ciò che è considerato fisicamente possibile secondo le assunzioni scientifiche del momento».
L'altra caratteristica che accomuna i presunti fenomeni paranormali è la mancanza di prove oggettive a sostegno della loro effettiva esistenza: vengono riferiti numerosissimi esempi di tali anomalie, ma si tratta in genere di testimonianze non documentate oppure di esperimenti eseguiti in modo non abbastanza rigoroso da poter escludere imbrogli o autosuggestione. Le cause per cui molto spesso si parla erroneamente di fenomeni paranormali sono sostanzialmente tre:
- fenomeni naturali scambiati per soprannaturali: ad esempio, fenomeni atmosferici o velivoli terrestri scambiati per UFO, oppure fenomeni poco noti (come i fulmini globulari) o controintuitivi e quindi considerati erroneamente inspiegabili: ad esempio, le cosiddette salite in discesa;
- autosuggestione: ad esempio, persone che in buona fede si convincono di avere facoltà telepatiche;
- falsi fenomeni paranormali prodotti con l'inganno: ad esempio, i fenomeni di spiritismo prodotti dalle sorelle Fox.

Alcuni fenomeni anomali si collocano all'interno di quella che è stata chiamata scienza patologica, cioè quelle idee delle quali “non ci si riesce a liberare”, anche molto tempo dopo essere state dichiarate erronee dalla maggior parte degli studiosi di un dato settore.

## Gli studi sul paranormale
Ricerche sul paranormale sono condotte dai parapsicologi. La parapsicologia iniziò a utilizzare un approccio sperimentale già negli anni trenta con Joseph Rhine. Tra gli anni cinquanta e gli anni settanta, nacquero diversi centri di ricerca anche in seno alle università. Dagli anni settanta in poi, la considerazione per le ricerche sul paranormale è andata via via scemando. Le ricerche furono considerate inconcludenti e i parapsicologi si trovarono di fronte alla forte opposizione dei loro colleghi accademici. Alcuni effetti che sembravano essere paranormali, ad esempio l'effetto Kirlian, scomparvero quando furono testati sotto stretto controllo. Molti laboratori di ricerca statunitensi furono chiusi. Dopo ventotto anni di ricerche, il Princeton Engineering Anomalies Research Laboratory ha chiuso i propri laboratori nel 2007.

## Paranormale e religione
Le differenze tra paranormale e religione vanno innanzitutto ricercate sul piano empirico: mentre le affermazioni relative al paranormale si riferiscono al mondo fisico e quindi possono essere oggetto di indagine scientifica, la religione appartiene al mondo della metafisica e quindi non suscettibile di indagine
Nonostante questo, i due campi spesso si toccano senza necessariamente incontrarsi: davanti al rito religioso, ad esempio, dell'eucaristia, nella transustanziazione, la chiesa cattolica afferma « la conversione di tutta la sostanza del pane nella sostanza del Corpo di Cristo, e di tutta la sostanza del vino nella sostanza del Suo Sangue », sebbene «Tuttavia, le caratteristiche sensibili del pane e del vino, cioè le "specie eucaristiche", rimangono inalterate. » (Compendio al catechismo della Chiesa cattolica). L'essenza stessa di tale rito trova in ogni caso il proprio fondamento nella fede, più che nell'analisi scientifica.
In taluni casi, tuttavia, possono esservi punti di contatto tra paranormale e alcuni fenomeni religiosi (cosiddetto paranormale religioso), come ad esempio i miracoli: in questi casi, si tratta di fenomeni empirici (e come tali suscettibili di indagine scientifica), ai quali la religione attribuisce determinate cause e significati.

## Presunti preconcetti sul paranormale e rapporto con la scienza

### La scienza non accetta il paranormale perché non spiegabile
Nel linguaggio corrente, si tendono a confondere i fenomeni scientificamente non spiegati con i fenomeni paranormali.
Esiste invece una netta differenza fra questi due concetti. I primi sono quei fenomeni (biologici, fisici eccetera), osservabili anche in condizioni scientificamente controllate, ai quali però la scienza finora non è stata in grado di dare una spiegazione (per esempio: siamo in grado di descrivere i fulmini globulari e il loro comportamento, ma non sappiamo ancora spiegare il modo in cui si formano). I secondi sono invece fenomeni che nonostante le numerosissime affermazioni contrarie, non sono stati mai finora osservati in condizioni scientificamente controllate, soprattutto per quanto riguarda la ripetibilità degli esperimenti.
La differenza non corre affatto, come si crede spesso, tra fenomeni "non ancora spiegati" e fenomeni "inspiegabili tout-court". È proprio l'osservazione di fatti veri non spiegati che ha sempre portato evoluzione nelle teorie scientifiche (si pensi ad esempio alle osservazioni che hanno portato alla formulazione della teoria della meccanica quantistica).
Viceversa, numerosissimi fenomeni "paranormali" sono in realtà spiegabilissimi in base alle conoscenza scientifiche (e in certi casi anche banali trucchi di illusionismo). In genere, al crescere del controllo dell'esperimento per prevenire errori o frodi, i fenomeni paranormali diminuiscono di frequenza, fino a scomparire del tutto quando si applica un controllo scientifico rigoroso.
La differenza tra "scientifico" e "non scientifico" corre quindi tra fenomeni osservabili in condizioni scientificamente controllate, e fenomeni non osservabili in tali condizioni, e non tra fenomeni "spiegabili" e "inspiegabili".

### La scienza rifiuta ciò che non sa spiegare
Un secondo errore comune consiste nella credenza per cui la scienza rifiuta ciò che non può capire. Al contrario, la scienza esiste per investigare esattamente quel che non si sa (ancora) spiegare. Lo scienziato che riuscisse a riprodurre un fenomeno di telecinesi, o di telepatia, o di precognizione, diverrebbe non solo famoso, ma soprattutto ricchissimo. Non è quindi credibile che esista, come affermano coloro che credono nel paranormale, una "congiura" fra gli scienziati per mettere a tacere i risultati favorevoli alle teorie parapsicologiche.
La tesi di chi crede nei fenomeni paranormali è che tra gli scienziati sia molto diffuso uno scetticismo aprioristico, ossia una tesi preconcetta secondo cui il paranormale non può esistere. Da parte loro, gli scettici fanno notare che su taluni effetti (ad es. "Effetto Marte" di Gauquelin) anche gli stessi parapsicologi (dopo anche 15 anni di studi) hanno dovuto convenire sull'assenza di fenomeni anomali. Più semplicemente, la scienza non riesce a trovare alcun vero fenomeno paranormale da spiegare [...] la telepatia, la psicocinesi, o la chiaroveggenza non sono 'inspiegabili', sono molto più banalmente non-accaduti, nel senso che tali fenomeni non si sono mai verificati in condizioni di controllo.
Fenomeni ed eventi considerati un tempo "paranormali" (come il fulmine) fanno oggi parte del campo di studio "normale" della scienza, mentre discipline che erano considerate un tempo assolutamente scientifiche sono passate nel campo del "paranormale" nella misura in cui non sono state più in grado di rispondere ai criteri minimi di verificabilità richiesti da nuovi concetti di scienza. Un esempio di tale tipo è l'astrologia.

### La scienza rifiuta ciò che non spiega attraverso i suoi metodi
La scienza non è il sapere tout-court, e l'epistemologia lo afferma con chiarezza. La scienza è una forma di sapere umano: quello che riesce a fondare le sue affermazioni su un preciso metodo, detto metodo scientifico, che richiede che un'affermazione, per essere considerata "vera", sia tra le altre cose verificabile (e secondo Karl Popper, falsificabile).
Il problema con il paranormale sorge perché, secondo gli scettici, chi lo studia afferma di potere aspirare a una verità di tipo scientifico, senza però sottoporsi alle verifiche tipiche del metodo scientifico. Semplificando un poco, in un esperimento scientifico, è sempre necessario riuscire a verificare:
- (a) che una spiegazione più semplice di quella proposta non sia in grado di rendere conto del fenomeno (rasoio di Occam);
- (b) che sia stato fatto tutto il possibile per escludere manipolazioni, contaminazioni, interferenze (anche e soprattutto involontarie e inconsce) da parte dei soggetti studiati e da parte degli studiosi stessi;
- (c) che i risultati siano statisticamente significativi, ossia che avvengano con frequenza superiore a quella che si avrebbe in base al semplice caso;
- (d) che i risultati siano verificabili da altri ricercatori (il successo costante di un unico ricercatore può essere dovuto a errore metodologico ripetuto, ma anche a truffa scientifica e manipolazione dei dati, più frequenti di quanto si pensi);
- (e) che i risultati siano ripetibili (un singolo successo può essere dovuto al puro caso).

Fra queste altre caratteristiche, la più importante è che il campo dell'esperimento deve essere chiaramente delimitato, e che va definito con chiarezza prima di iniziare l'esperimento cosa si consideri una "riuscita" e cosa un "fallimento" dell'esperimento stesso.
Nel caso delle ricerche sul cosiddetto "paranormale", invece, spesso una, talvolta più di una, in qualche caso, tutte queste regole non vengono rispettate. I tentativi che i ricercatori di estrazione scettica hanno fatto di porre in condizioni di controllo chi asseriva di avere poteri paranormali si sono, fino ad oggi, conclusi con l'assenza di risultati.
Secondo i sostenitori dell'esistenza del paranormale, questo non implicherebbe che il paranormale non esista: potrebbe semplicemente darsi che gli esperimenti non siano ancora adeguati, esattamente come le onde radio esistevano anche prima che gli esseri umani fossero in grado di captarle e misurarle. Secondo tale tesi, se la situazione è questa, la scienza avrebbe bisogno di ampliare il proprio campo di conoscenze scientifiche per poter spiegare i cosiddetti fenomeni paranormali, inspiegabili secondo gli attuali paradigmi .
Quanto detto fin qui, secondo i sostenitori del paranormale, non implicherebbe che i fenomeni paranormali siano "falsi", ma che non esistono le leggi scientifiche entro cui inquadrare un mondo reale, molto più vasto di quello compreso nei confini della scienza o che comunque si tratterebbe di fenomeni per i quali l'indagine tramite metodo scientifico sarebbe inidonea e superata.
La tesi dominante tra i sostenitori del paranormale è che l'atteggiamento scientifico verso questo tipo di fenomeni dovrebbe essere oggi quella di apertura e non di tipo scettico, poiché, a detta loro, il termine "scettico" implicherebbe già di per sé un rifiuto aprioristico e un pre-giudizio, che sarebbe incompatibile con quello di imparzialità nella ricerca. Viene tuttavia fatto notare che scetticismo, per definizione, significa proprio ricercare la verità in assenza di pregiudizi.
Viceversa, la tentazione di annacquare il metodo scientifico, diminuendo il livello e il rigore del controllo e delle verifiche fino a che si ottengono infine risultati, può solo portare discredito a questo campo di ricerca, come dimostra la circostanza che ad oggi il paranormale è ricompreso nell'area delle pseudoscienze.

## Il premio da un milione di dollari
Dal 1964 al 2015 è esistito un "Premio di un milione di dollari" messo in palio dal prestigiatore e debunker James Randi a chiunque sia in grado di produrre un qualsiasi fenomeno paranormale purché in condizioni di controllo.
Altre sfide volte a provare l'esistenza del paranormale in condizioni di controllo sono quella denominata International Zetetic challenge del Laboratorio di Zetetica e quella da 100.000 dollari dell'associazione Australian Skeptics.

### Concetti
- Magia
- Occultismo
- Pseudoscienza
- Parapsicologia
- Remote viewing
- Teoria del complotto
- Spostamento della realtà

### Personaggi e associazioni
- CICAP (Comitato Italiano per il Controllo delle Affermazioni sulle Pseudoscienze)
- Society for Psychical Research Società per la Ricerca sul Paranormale
- International Zetetic challenge
- Harry Price
- James Randi

### Presunte manifestazioni paranormali
- Miracolo
- Esperienza extracorporea
- Fenomeno delle voci elettroniche
- Orb (paranormale)
- Triangolo delle Bermude
- Viaggio nel tempo e viaggiatori extratemporali